# John Norton Loughborough

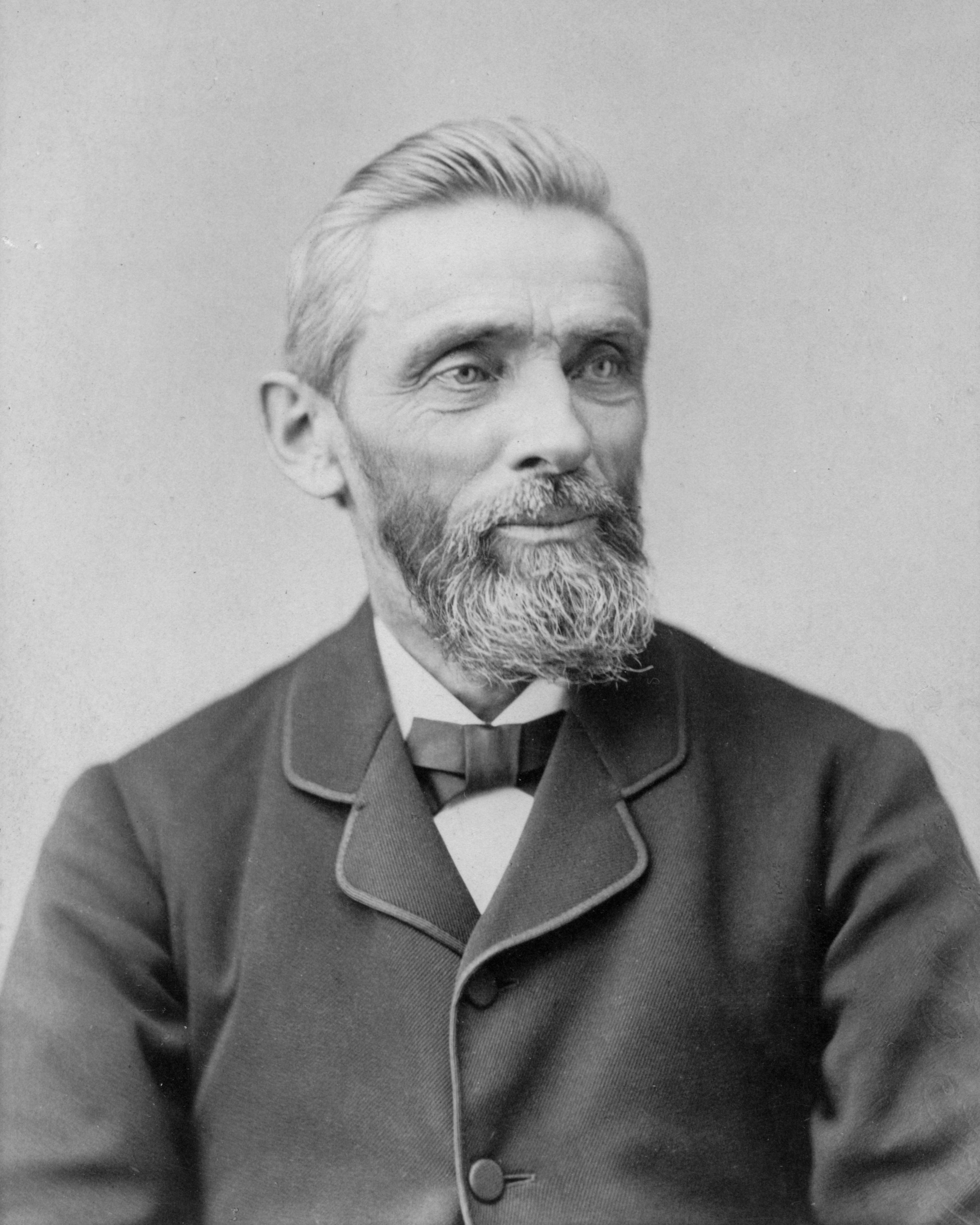
John Norton Loughborough

John Norton Loughborough (ur. 1832, zm. 7 kwietnia 1924) – jeden z pierwszych kaznodziejów spośród adwentystów dnia siódmego.
Loughborough angażował się w ruch adwentystów dnia siódmego już we wczesnym stadium rozwoju tego ruchu. W roku 1852 został powołany przez Ellen G. White do wygłaszania kazań. Pracował dla kościoła w Nowej Anglii, Michigan, Ohio, Wielkiej Brytanii i Kalifornii. W 1878 roku Ellen White powiedziała mu, że jego praca dla kościoła „musi być taka, aby opowiedzieć o jego pełnej wartości”. W 1902 roku opublikował on opis poselstwa oraz historię adwentyzmu dnia siódmego pod tytułem „Wzrost i rozwój poselstwa trzeciego anioła”, jednak pozycja ta uległa zniszczeniu, kiedy to uległ spaleniu podczas pożaru Review and Herald w Battle Creek w stanie Michigan w roku 1903. Następnie w roku 1905 wydał on kolejną książkę „Wielki, drugi ruch adwentowy”, w której opisał swoje pierwsze doświadczenia w historii kościoła, wizje oraz proroctwa Ellen White, pierwsze podziały w kościele, różne filozoficzne oraz religijne kwestie, jak również poruszył kilka kwestii autobiograficznych.
F.C. Gilbert (1867–1946) dyskutował o doświadczeniach Loughborougha z wizjami Ellen White w swojej książce „Wypełnione, boskie przepowiednie Ellen G. White”, w szczególności skupił się na przepowiedniach dotyczących niewolnictwa oraz rozpoczęcia amerykańskiej wojny domowej.
Szkoła Johna Loughborougha znajduje się w miejscowości Tottenham w Północnym Londynie.
Jeden jego bardzo znany cytat pojawił się 8 października 1861 roku w artykule Review and Herald (obecnie jest to Adventist Review), w którym wypowiadał się przeciwko tworzeniu creda:
„Pierwszym krokiem odstępstwa jest przygotowywanie creda, mówiącego nam w co powinniśmy wierzyć. Drugim krokiem jest uczynienie tego creda sprawdzianem danej wspólnoty. Trzecim jest sądzenie członków w oparciu o to credo. Czwartym jest potępianie jako heretyków tych, których wiara nie jest zgodna z tym credo. I piątym jest wszczęcie prześladowań przeciwko takim”.